# Boy Deul
Boy Deul (Ámsterdam, 30 de agosto de 1987) es un futbolista internacional con la selección de fútbol de Curazao y juega actualmente para el FC Volendam de la Eerste Divisie, se desempeña en el terreno de juego como delantero extremo y mediocampista ofensivo.

## Clubes
| Club                | País         | Año       |
| ------------------- | ------------ | --------- |
| FC Volendam         | Países Bajos | 2005–2008 |
| Willem II           | Países Bajos | 2008–2010 |
| FC Bayern Múnich II | Alemania     | 2010–2012 |
| SC Veendam          | Países Bajos | 2012–2013 |
| FC Emmen            | Países Bajos | 2014–2016 |
| FC Stal Kamianske   | Ucrania      | 2016–2017 |
| Pafos FC            | Chipre       | 2017–2018 |
| FC Volendam         | Países Bajos | 2018–     |

## Estadísticas

### Clubes
Actualizado al último partido disputado el 6 de mayo de 2022.
| Club                              | Div.          | Temporada     | Liga  | Liga  | Liga   | Copas nacionales | Copas nacionales | Copas nacionales | Copas internacionales | Copas internacionales | Copas internacionales | Total | Total | Total  | Media goleadora |
| Club                              | Div.          | Temporada     | Part. | Goles | Asist. | Part.            | Goles            | Asist.           | Part.                 | Goles                 | Asist.                | Part. | Goles | Asist. | Media goleadora |
| --------------------------------- | ------------- | ------------- | ----- | ----- | ------ | ---------------- | ---------------- | ---------------- | --------------------- | --------------------- | --------------------- | ----- | ----- | ------ | --------------- |
| FC Volendam · Países Bajos        | 2.ª           | 2005-06       | 1     | 0     | 0      | 0                | 0                | 0                | —                     | —                     | —                     | 1     | 0     | 0      | 0.00            |
| FC Volendam · Países Bajos        | 2.ª           | 2006-07       | 3     | 0     | 0      | 0                | 0                | 0                | —                     | —                     | —                     | 3     | 0     | 0      | 0.00            |
| FC Volendam · Países Bajos        | 2.ª           | 2007-08       | 33    | 12    | 6      | 1                | 0                | 0                | —                     | —                     | —                     | 34    | 12    | 6      | 0.35            |
| FC Volendam · Países Bajos        | Total club    | Total club    | 37    | 12    | 6      | 1                | 0                | 0                | 0                     | 0                     | 0                     | 38    | 12    | 6      | 0.32            |
| Willem II Tilburgo · Países Bajos | 1.ª           | 2008-09       | 8     | 0     | 0      | 0                | 0                | 0                | —                     | —                     | —                     | 8     | 0     | 0      | 0.00            |
| Willem II Tilburgo · Países Bajos | 1.ª           | 2009-10       | 3     | 0     | 0      | 0                | 0                | 0                | —                     | —                     | —                     | 3     | 0     | 0      | 0.00            |
| Willem II Tilburgo · Países Bajos | Total club    | Total club    | 11    | 0     | 0      | 0                | 0                | 0                | 0                     | 0                     | 0                     | 11    | 0     | 0      | 0.00            |
| Bayern de Múnich II · Alemania    | 3.ª           | 2010-11       | 31    | 6     | 1      | —                | —                | —                | —                     | —                     | —                     | 31    | 6     | 1      | 0.19            |
| Bayern de Múnich II · Alemania    | 4.ª           | 2011-12       | 12    | 1     | 0      | —                | —                | —                | —                     | —                     | —                     | 12    | 1     | 0      | 0.08            |
| Bayern de Múnich II · Alemania    | Total club    | Total club    | 43    | 7     | 1      | 0                | 0                | 0                | 0                     | 0                     | 0                     | 43    | 7     | 1      | 0.16            |
| SC Veendam · Países Bajos         | 2.ª           | 2012-13       | 0     | 0     | 0      | 1                | 0                | 0                | —                     | —                     | —                     | 1     | 0     | 0      | 0.00            |
| SC Veendam · Países Bajos         | Total club    | Total club    | 0     | 0     | 0      | 1                | 0                | 0                | 0                     | 0                     | 0                     | 1     | 0     | 0      | 0.00            |
| FC Emmen · Países Bajos           | 2.ª           | 2014-15       | 30    | 11    | 7      | 2                | 0                | 0                | —                     | —                     | —                     | 32    | 11    | 7      | 0.34            |
| FC Emmen · Países Bajos           | 2.ª           | 2015-16       | 30    | 7     | 2      | 1                | 0                | 0                | —                     | —                     | —                     | 31    | 7     | 2      | 0.23            |
| FC Emmen · Países Bajos           | Total club    | Total club    | 60    | 18    | 9      | 3                | 0                | 0                | 0                     | 0                     | 0                     | 63    | 18    | 9      | 0.29            |
| FC Stal Kamianske · Ucrania       | 1.ª           | 2016-17       | 18    | 2     | 4      | 0                | 0                | 0                | —                     | —                     | —                     | 18    | 2     | 4      | 0.11            |
| FC Stal Kamianske · Ucrania       | Total club    | Total club    | 18    | 2     | 4      | 0                | 0                | 0                | 0                     | 0                     | 0                     | 18    | 2     | 4      | 0.11            |
| Pafos FC Chipre                   | 1.ª           | 2017-18       | 32    | 6     | 0      | 4                | 0                | 0                | —                     | —                     | —                     | 36    | 6     | 0      | 0.17            |
| Pafos FC Chipre                   | Total club    | Total club    | 32    | 6     | 0      | 4                | 0                | 0                | 0                     | 0                     | 0                     | 36    | 6     | 0      | 0.17            |
| FC Volendam · Países Bajos        | 2.ª           | 2018-19       | 30    | 10    | 2      | 1                | 0                | 0                | —                     | —                     | —                     | 31    | 10    | 2      | 0.32            |
| FC Volendam · Países Bajos        | 2.ª           | 2019-20       | 12    | 1     | 5      | 0                | 0                | 0                | —                     | —                     | —                     | 12    | 1     | 5      | 0.08            |
| FC Volendam · Países Bajos        | 2.ª           | 2020-21       | 38    | 8     | 9      | 1                | 0                | 0                | —                     | —                     | —                     | 39    | 8     | 9      | 0.21            |
| FC Volendam · Países Bajos        | 2.ª           | 2021-22       | 34    | 4     | 4      | 1                | 0                | 0                | —                     | —                     | —                     | 35    | 4     | 4      | 0.11            |
| FC Volendam · Países Bajos        | Total club    | Total club    | 114   | 23    | 20     | 3                | 0                | 0                | 0                     | 0                     | 0                     | 117   | 23    | 20     | 0.2             |
| Total carrera                     | Total carrera | Total carrera | 315   | 68    | 40     | 12               | 0                | 0                | 0                     | 0                     | 0                     | 327   | 68    | 40     | 0.21            |